# ロバート・ジョン・ゴドフリー
ロバート・ジョン・ゴドフリー（Robert John Godfrey、1947年7月30日 - ）は、イギリスの作曲家、ピアニストで、エニドの創設メンバーである。

## 略歴

### 初期のキャリア
イングランドのケント州にあるリーズ城の邸宅で生まれたゴドフリーは、その創設者であるジョージ・ライワードにより「思春期の人々のための治療的コミュニティ」とされた、テンターデンにあるフィンチデン・マナーで教育を受けており、そこでの同窓生にはアレクシス・コーナーとトム・ロビンソンがいた。ピアノを弾き始めたのは12歳になってからだったが、ゴドフリーの才能は王立音楽大学、そして王立音楽アカデミーへの入学許可を得るのに十分なほど驚異的なものだった。彼はコンサート・ピアニストのマルコム・ビンズに師事し、その周りにはサー・マイケル・ティペット、ベンジャミン・ブリテン、ハンス・ヴェルナー・ヘンツェがいた。

### その後のキャリア
1968年から1971年にかけて、ゴドフリーはバークレイ・ジェイムス・ハーヴェストにおける嘱託のミュージカル・ディレクターとなり、オーケストラ・スタイルのロック・ミュージックを確立した初期のレコーディング作品に音楽的な貢献を果たした。その後、関係はバラバラになったが、その理由については記事によって異なっている。1974年にカリスマ・レコード・レーベルは彼の最初のソロ作品『ハイペリオンの没落』をリリースした。当時、商業的に成功したわけではなかったが、この作品はコレクターズ・アイテムとなった。
ゴドフリーはゲイであり、これがバークレイ・ジェイムス・ハーヴェストから解雇された理由の1つであると主張した。「問題を引き起こしたのはバンドのガールフレンドだった」と彼は『クラシック・ロック』誌に語った。「彼らはランカシャーやヨークシャー地域の出身で、私みたいな同性愛者の男を、もっさりしたアクセントで扱うことはできませんでした（田舎者故に理解できなかったという意味）」。
その後、エニドを結成した。
ゴドフリーは、2014年プログレッシブ・ミュージック・アワードでヴィジョナリー賞を受賞した。
彼は、アルツハイマー病と診断されている。2016年、病気を理由にエニドで演奏することから引退した。バンドでの最後の定期的なパフォーマンスは2016年4月2日に行われた。しかし、2017年6月、ゴドフリーがその年の8月にエニドに加わり、8月5日に行われたロンドンのユニオン・チャペルにおける1回限りのパフォーマンスで70歳の誕生日を祝うことが発表された。2018年4月末にエニドが発表した声明にて、ロバート・ジョン・ゴドフリーは結局アルツハイマー病に苦しむことはなく、バンドに戻ってくるかもしれないとされた。

## ディスコグラフィ

### リーダー・アルバム
- 『ハイペリオンの没落』 - Fall of Hyperion (1974年) ※旧邦題『太陽神ヒュペリオンの堕落』『フォール・オブ・ハイペリオン』
- The Music of William Arkle (1986年)
- Reverberations (1987年)
- 『ザ・シード・アンド・ザ・ソーワー』 - The Seed and the Sower (1988年) ※with スティーヴ・スチュワート。後にエニド名義で再発
- The Story of The Enid (1991年)
- 『ジ・アート・オヴ・メロディー』 - The Art of Melody (2013年)
- First Light (2014年)

## 参考
- ハイペリオンの没落